# Gartenschläfer
Der Gartenschläfer (Eliomys quercinus) ist ein nachtaktiver Kleinsäuger aus der Familie der Bilche. Sein Verbreitungsgebiet ist auf Europa beschränkt. Gartenschläfer sind Allesfresser und leben trotz ihres Namens überwiegend im Wald. Für die Art waren in den letzten Jahrzehnten drastische Bestandsrückgänge und Arealverkleinerungen zu verzeichnen, die IUCN führt den Gartenschläfer daher als Art der „Vorwarnliste“ (near threatened).
Der Gartenschläfer wurde von Pro Natura als Tier des Jahres 2022 in der Schweiz gewählt und war Tier des Jahres 2023 in Deutschland. 2025 wurde er in Deutschland zum Gartentier des Jahres gewählt.

## Merkmale
Gartenschläfer sind mittelgroße Bilche. Die Kopf-Rumpf-Länge beträgt 100–170 mm, die Schwanzlänge 80–150 mm, die Länge der Hinterfüße 22–32 mm und die Ohrlänge 20–26 mm. Die Tiere wiegen 45–140 g, vor dem Winterschlaf bis zu 210 g. Die Fellfarbe auf der Oberseite reicht von rotbraun bis grau mit einem rotbraunen Anflug, Flanken und Unterseite sind weiß. Eine auffallende schwarze Kopfzeichnung reicht von den hintersten Schnurrhaaren über die Augenumgebung bis hinter und unter die Ohren. Vor den Ohren befindet sich ein weißer Fleck und häufig zeigt sich auf den Schultern eine dunkle Pigmentierung. Der körperlange, behaarte Schwanz hat eine langhaarige Endquaste und ist auf der proximalen Hälfte oberseits graubraun, auf der distalen Hälfte schwarzbraun. Die Schwanzunterseite ist weiß. Die Vorderfüße haben vier Ballen, die Hinterfüße sechs.

## Verbreitung und Lebensraum

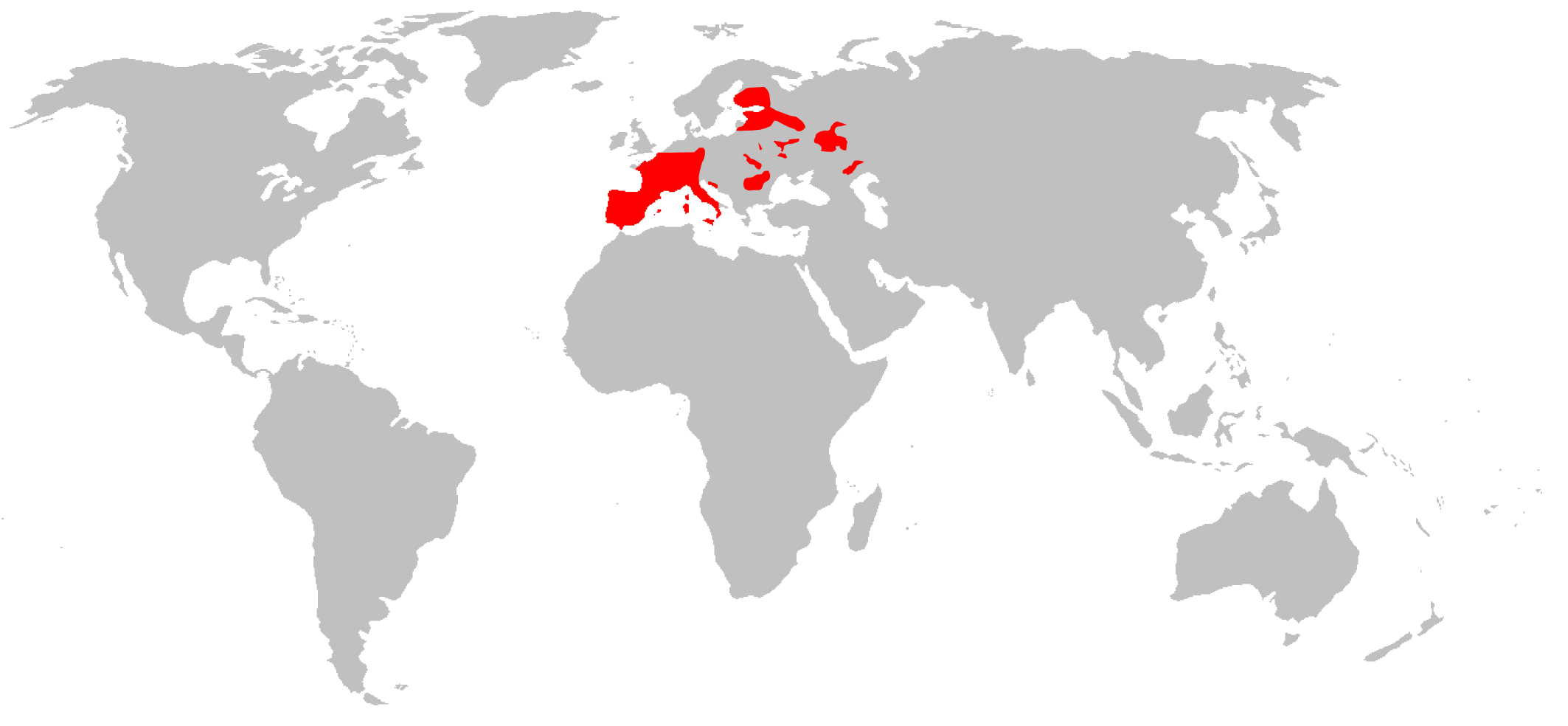
Verbreitungsgebiet des Gartenschläfers

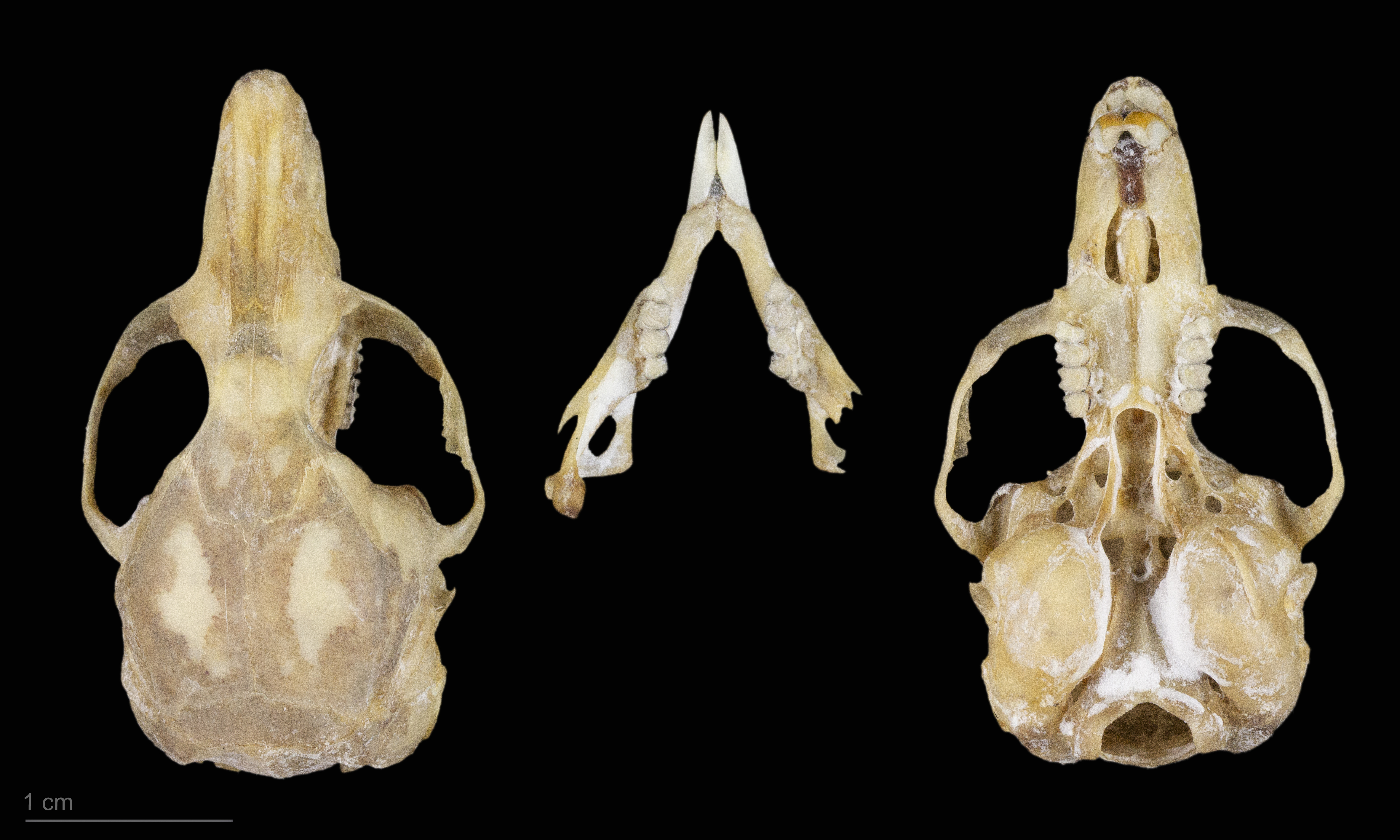
Schädel von Eliomys quercinus, Sammlung Museum von Toulouse

Das Richtung Osten in zahlreiche voneinander geografisch isolierte Vorkommen zergliederte (disjunkte) Verbreitungsgebiet des Gartenschläfers ist auf Europa beschränkt. Es reicht in West-Ost-Richtung von Südportugal und der Bretagne bis zum südlichen Ural in Russland. In Nord-Süd-Richtung reicht das Areal vom mittleren Finnland bis Südspanien und Sizilien, weiter östlich noch bis in den Süden Rumäniens. Das größte zusammenhängende Teilareal befindet sich in Südwesteuropa, die nordöstliche Grenze dieses Teilareals verläuft hier durch den Norden Belgiens und dann durch Deutschland etwa entlang der Linie Düsseldorf, Helmstedt, dem Harz und entlang der östlichen Mittelgebirge bis in das Lausitzer Bergland.
2015 betrug der geographische Verbreitungsraum 49 % des Areals, das der Gartenschläfer noch 1978 besiedelte. Der Gartenschläfer gilt in Litauen, Finnland und der Slowakei als ausgestorben. Auch für Belarus geht man davon aus, dass er ausgestorben ist. In den Niederlanden, Polen und Slowenien gibt es nur noch einzelne Populationen. Als selten gilt der Gartenschläfer in Österreich, der Ukraine, Rumänien und Kroatien, während die Verbreitung in Deutschland, Flandern, Tschechien, Lettland und Estland abnehmend ist. In Südwesteuropa ist er sehr präsent (Portugal, Spanien, Frankreich, Italien). Allerdings gibt es Anzeichen, dass die Population auch in dieser Region abnimmt.

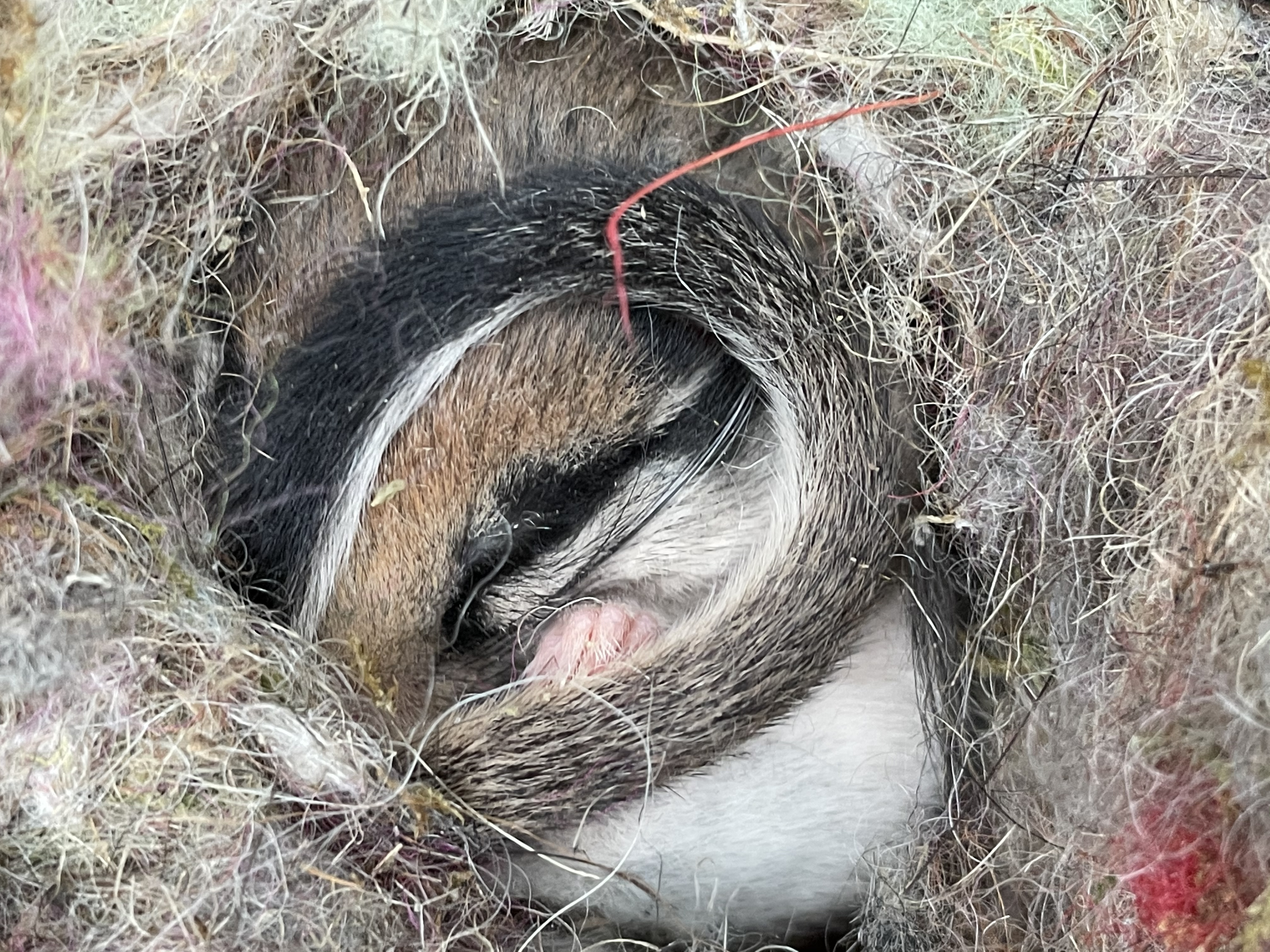
In einem Vogelnest schlafender Gartenschläfer in Köln

Die Verbreitung innerhalb Deutschlands ist aufgrund des Bestandrückgangs inzwischen lückenhaft; vorwiegend entlang des Rheins ist der Gartenschläfer noch zu finden.  Auch in der Schweiz ist er nur noch in bergigen Regionen des Juras und der Alpen zu finden, meist in Höhen um 1400 m ü. M..
Obgleich der deutsche Name anderes vermuten lässt, leben Gartenschläfer überwiegend in Laub- und Nadelwäldern, vor allem auf felsigem Grund; daneben werden Obst- und Hausgärten besiedelt. Die Tiere bewohnen gelegentlich Hochsitze und isoliert gelegene Gebäude. Die Art kommt in den Pyrenäen bis 2000 m Höhe, in den Alpen bis in 2200 m Höhe vor.

## Lebensweise
Gartenschläfer sind fast ausschließlich nachtaktiv. Ihre Aktivität ist kurz vor Mitternacht am höchsten, wenn es sehr dunkel, aber noch relativ warm ist. Sie verbringen den Tag in kugelförmigen Nestern, die in Baumhöhlen und gerne in Nistkästen, aber auch frei im Gebüsch gebaut werden. Auch auf Dachböden und in Gartenhäusern kann der Gartenschläfer vorkommen. Die Art ist bei der nächtlichen Aktivität stärker bodenbewohnend als andere Bilche. Gartenschläfer sind Allesfresser, nehmen aber zumindest zeitweise überwiegend tierische Kost zu sich. Die Nahrung besteht aus Insekten, Würmern, Schnecken, kleinen Wirbeltieren und Eiern sowie aus Früchten, Samen und Knospen. Gartenschläfer fressen auch Weinbergschnecken oder große Wegschnecken, die von anderen Tieren verschmäht werden.

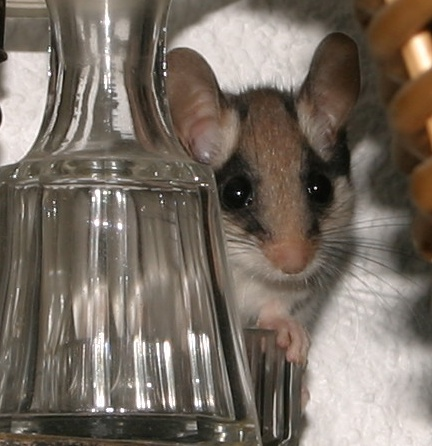
Gartenschläfer aus der Nähe

Die Fortpflanzung findet überwiegend von Mai bis Juli statt. Während dieser Zeit signalisiert das Weibchen durch lautes Pfeifen die Paarungsbereitschaft. In Mitteleuropa gibt es meist nur einen Wurf im Jahr, in Südeuropa häufiger auch zwei. Die Tragzeit beträgt 21–23 Tage. Die Würfe umfassen eins bis neun, meist vier bis sechs Junge. Die Augen öffnen sich im Alter von etwa 18 Tagen. Mit etwa 40 Tagen sind die Jungen selbständig. Die Geschlechtsreife wird im auf die Geburt folgenden Jahr erreicht.
Gartenschläfer machen einen ausgedehnten Winterschlaf, den sie in Baumhöhlen und Felsspalten, aber auch in Mauern, Gebäuden und Höhlen halten. Der Winterschlaf dauert, mit wenigen Unterbrechungen, in Mittel- und Nordeuropa von Oktober bis April, in Südeuropa dagegen nur ein bis zwei Monate.

## Bestand und Gefährdung
In den letzten Jahrzehnten waren für die Art in Zentral-, Süd- und Osteuropa erhebliche Bestandsrückgänge, Arealverkleinerungen und auch regionales Aussterben zu verzeichnen. Im Süden Spaniens, im Osten Deutschlands, in Tschechien, im angrenzenden Österreich sowie in den baltischen Staaten ist der Gartenschläfer heute selten. Die Art ist im slowakischen Teil der Karpaten und auf dem kroatischen Festland ausgestorben, auch in Rumänien erfolgte die letzte sichere Beobachtung vor 1988. Vermutlich hat sich das Verbreitungsgebiet in den letzten 30 Jahren um mehr als 50 % verkleinert. Insgesamt ist der Gartenschläfer damit wohl das am stärksten im Bestand zurückgegangene Nagetier Europas. Die Gründe für diesen Rückgang sind bisher unbekannt.
In Deutschland wird der Bestandsrückgang im Rahmen des Projekts „Spurensuche Gartenschläfer“ von 2018 bis 2024 vom Bund für Umwelt und Naturschutz Deutschland, Forschern der Universität Gießen sowie von der Senckenberggesellschaft untersucht.
Da die westeuropäischen Bestände bisher noch stabil sind, stuft die IUCN den Gartenschläfer als Art der „Vorwarnliste“ (near threatened) ein. In der Roten Liste der Säugetiere Deutschlands ist die Art als stark gefährdet eingestuft. In Deutschland ist der Gartenschläfer als eine nationale Verantwortungsart innerhalb der Nationalen Strategie zur biologischen Vielfalt der Bundesregierung eingestuft. In der Schweiz ist der Gartenschläfer geschützt.